# Point of Entry
A Point of Entry a brit Judas Priest hetedik nagylemeze, mely 1981-ben jelent meg. Miután az előző évben a "Breaking the Law" és a "Living After Midnight" nagy népszerűségre tettek szert a rádiókban, ezért úgy döntöttek, hogy az új albumot alapvetően dallamosabbra, rádióbarátabbra hangszerelik. Ezzel a lemezzel tehát egy Amerikát becélzó, kommerszebb útra léptek. Így nem csoda, hogy az utóbbi lemezek fényében a Point of Entry nem aratott egyértelmű sikert. A Hot Rockin, a Don't Go és a Heading Out to the Highway című dalokra készült videóklip. Ezekből a Hot Rockin még napjainkban is szerepel a koncertműsorukban.

## Számlista
A dalokat Rob Halford, K. K. Downing és Glenn Tipton jegyzi.
1. "Heading Out to the Highway" – 3:47
2. "Don't Go" – 3:18
3. "Hot Rockin'" – 3:17
4. "Turning Circles" – 3:42
5. "Desert Plains" – 4:36
6. "Solar Angels" – 4:04
7. "You Say Yes" – 3:29
8. "All the Way" – 3:42
9. "Troubleshooter" – 4:00
10. "On the Run" – 3:47

### 2001-es bónuszok
1. "Thunder Road" (Halford, Tipton) – 5:12 (1988-as felvétel Ram It Down sessions)
2. "Desert Plains" (koncertfelvétel) – 5:03

## Közreműködtek
- Rob Halford: ének
- K. K. Downing: gitár
- Glenn Tipton: gitár
- Ian Hill: Basszusgitár
- Dave Holland dob

## Fordítás
- Ez a szócikk részben vagy egészben  a   Point of Entry című angol Wikipédia-szócikk ezen változatának fordításán alapul.  Az eredeti cikk szerkesztőit annak laptörténete sorolja fel. Ez a jelzés csupán a megfogalmazás eredetét és a szerzői jogokat jelzi, nem szolgál a cikkben szereplő információk forrásmegjelöléseként.